# Bornemiszaella ramirezi
Bornemiszaella ramirezi är en kvalsterart som beskrevs av P. Balogh 1994. Bornemiszaella ramirezi ingår i släktet Bornemiszaella och familjen Granuloppiidae. Inga underarter finns listade.